# Franciszek Osmakiewicz
Franciszek Osmakiewicz (ur. 15 stycznia 1901 w Drohobyczu, zm. 6 maja 1972) – podpułkownik piechoty Wojska Polskiego, w 1964 awansowany do stopnia pułkownika przez władze RP na uchodźstwie.

## Życiorys
Urodził się 15 stycznia 1901 w Drohobyczu. Był synem Wojciecha i Karoliny. W 1917 ukończył V klasę w C. K. Gimnazjum im. Franciszka Józefa w Drohobyczu. Podczas I wojny światowej był żołnierzem Polskiego Korpusu Posiłkowego, służył w 4 kompanii dow. uzupeł.
Po odzyskaniu przez Polskę niepodległości 1918 został przyjęty do Wojska Polskiego. Został awansowany do stopnia porucznika piechoty ze starszeństwem z dniem 1 października 1920. W latach 20. był oficerem 29 pułku piechoty w Kaliszu. Został awansowany do stopnia kapitana piechoty ze starszeństwem z dniem 1 stycznia 1932. W 1932 był w kadrze Szkoły Podchorążych Piechoty w Ostrowi Mazowieckiej. W 1925 został przeniesiony do Korpusu Ochrony Pogranicza i do końca istnienia II Rzeczypospolitej w 1939 był dowódcą kompanii granicznej KOP „Dziwniki”.
Po wybuchu II wojny światowej podczas kampanii wrześniowej był dowódcą batalionu KOP „Podświle”. Po agresji ZSRR na Polskę z 17 września 1939 wraz z dowodzonym batalionem podjął walkę z atakującym strażnice sowieckimi oddziałami 5 Dywizji Strzeleckiej wzmocnionej 25 Brygadą Pancerną, 22 komendanturą Wojsk Ochrony Pogranicza NKWD i 13 Oddziału Wojsk Ochrony Pogranicza NKWD dowodzonego przez płk. Rakutina. Został aresztowany przez Sowietów, a na przełomie września i października 1941 znalazł się w grupie 65 oficerów KOP zwolnionych na mocy układu Sikorski-Majski z obozów NKWD i przekazanych do ośrodków formowania Polskich Sił Zbrojnych w ZSRR w Buzułuku, Tatiszczewie i Tockim. Później został oficerem 2 Korpusu Polskiego w strukturze Polskich Sił Zbrojnych na Zachodzie. Uczestniczył w kampanii włoskiej.  Brał udział w bitwie pod Monte Cassino w stopniu majora jako zastępca dowódcy 18 Batalionu Strzelców w składzie 5 Kresowej Dywizji Piechoty, a 17 maja 1944 objął dowództwo nad jednostką, później brał udział w walkach pod Piedimonte. Od czerwca 1944 był dowódcą 24/22 batalionu piechoty w składzie 7/17 Brygady Piechoty.
Po zakończeniu wojny przebywał na emigracji w Wielkiej Brytanii. W 1964 został awansowany przez władze RP na uchodźstwie do stopnia pułkownika piechoty. Był członkiem III Rady Rzeczypospolitej Polskiej (1963–1968) z ramienia Ruchu Odrodzenia Narodowego.
Był mężem Aliny (1910–1989).
Zmarł 6 maja 1972. Pochowany na Preston Old and New Cemetery.

## Ordery i odznaczenia
- Krzyż Niepodległości (9 listopada 1931)[21]
- Krzyż Kawalerski Orderu Odrodzenia Polski (3 maja 1970)[22]
- Srebrny Krzyż Zasługi (10 listopada 1928)[23]
- Krzyż Pamiątkowy Monte Cassino nr 19281[24]